# Alberto Gilbert
Alberto Gilbert (6 de febrero de 1887-1973) fue un militar argentino que se desempeñó como ministro del Interior y de Relaciones Exteriores durante la dictadura del general Pedro Pablo Ramírez (1943-1944).

## Biografía
Egresó del Colegio Militar de la Nación en 1909, y prestó servicios en distintos regimientos de caballería. Posteriormente estudió en la Escuela Superior de Guerra.
Entre 1923 y 1930 fue agregado militar en Chile, y en 1932, siendo teniente coronel, se desempeñó como agregado militar en España. Ascendió al grado de coronel en 1935, y en 1943 al grado de general de brigada.
Tuvo una participación destacada en el golpe de Estado del 4 de junio de 1943 que derrocó al presidente Ramón Castillo y dio origen a la llamada Revolución del 43. En ese momento Gilbert era director de Material del Ejército y controlaba el arsenal de Buenos Aires. Fue reclutado para el golpe por su íntimo amigo el coronel Enrique P. González, uno de los máximos líderes del GOU y brazo derecho del general Pedro Pablo Ramírez.
Producido el golpe de Estado, asumió como presidente el general Arturo Rawson, pero debido a la falta de apoyo militar a algunos de los miembros que integrarían su gabinete debió renunciar dos días después. Asumió así como presidente el general Pedro Pablo Ramírez y como vicepresidente su hermano Sabá H. Sueyro. Alberto Gilbert fue designado en el crucial cargo de ministro del Interior. 
Luego del escándalo que llevó a la renuncia del almirante Segundo Storni, Gilbert lo reemplazó como ministro de Relaciones Exteriores desempeñándose entre el 10 de septiembre de 1943 y el 16 de febrero de 1944. Estricto partidario de mantener la neutralidad frente a la Segunda Guerra Mundial, congeló los pasos que había comenzado a dar su antecesor para preparar la ruptura de relaciones con el Eje. 
Como ministro de Relaciones Exteriores organizó, junto con el ministro de Marina, contralmirante Benito Sueyro, una fallida operación de compra de armas a través del oficial de reserva naval Osmar Alberto Helmuth, quien resultó ser un espía alemán. El escándalo suscitado por la detención de Helmuth en Europa por parte de los Aliados, fue uno de los elementos principales utilizados por Estados Unidos para presionar al presidente Ramírez para que Argentina rompiera relaciones diplomáticas con las potencias del Eje el 26 de enero de 1944 durante la Segunda Guerra Mundial. El decreto de ruptura de relaciones está firmado únicamente por Ramírez y Gilbert.
La sorpresiva ruptura de relaciones diplomáticas con el Eje produjo una crisis en el seno del Ejército que llevó a la renuncia de varios miembros del gobierno, entre ellos las de González y el teniente coronel Ramírez, el 15 de febrero y la de Gilbert, al día siguiente. Diez días después renunciaría también el presidente Ramírez. Ese mismo año pasó a retiro militar.